# 奇華餅家
奇華餅家有限公司（英語：Kee Wah Bakery Limited），是香港品牌食品，中式餅店，始創於1938年。現在奇華餅家全球約有近100間分店，是一家在中國上海、廣州、深圳，澳門，美國，新加坡，台灣都有分店的跨國企業。
奇華餅家自置食品工場、旗艦店和行政總部於奇華工業大廈（九龍長沙灣青山道666號往旺角方向）。大埔新廠房第一期已於2010年投入運作。

## 歷史

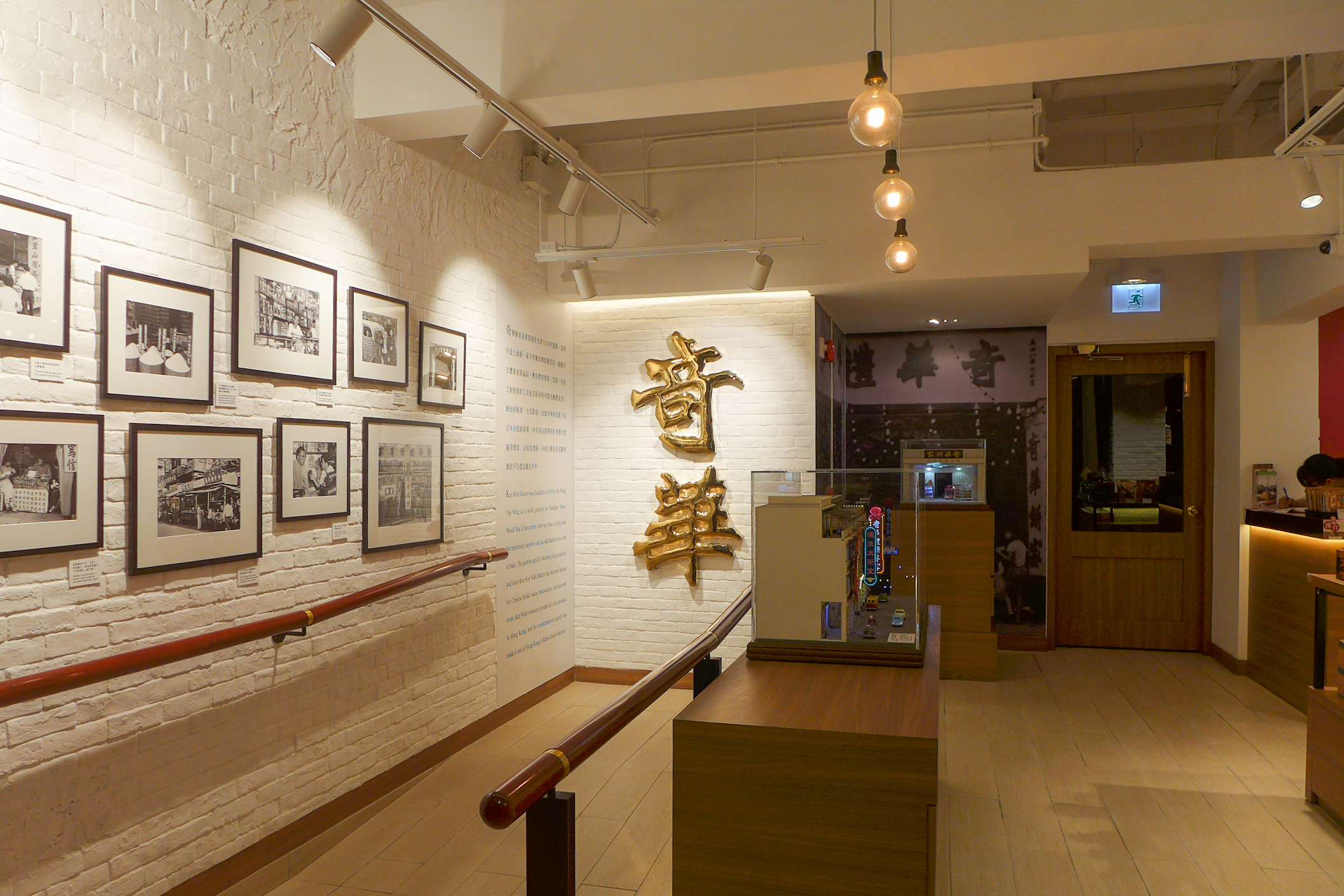
香港灣仔利東街奇華餅家旗艦店

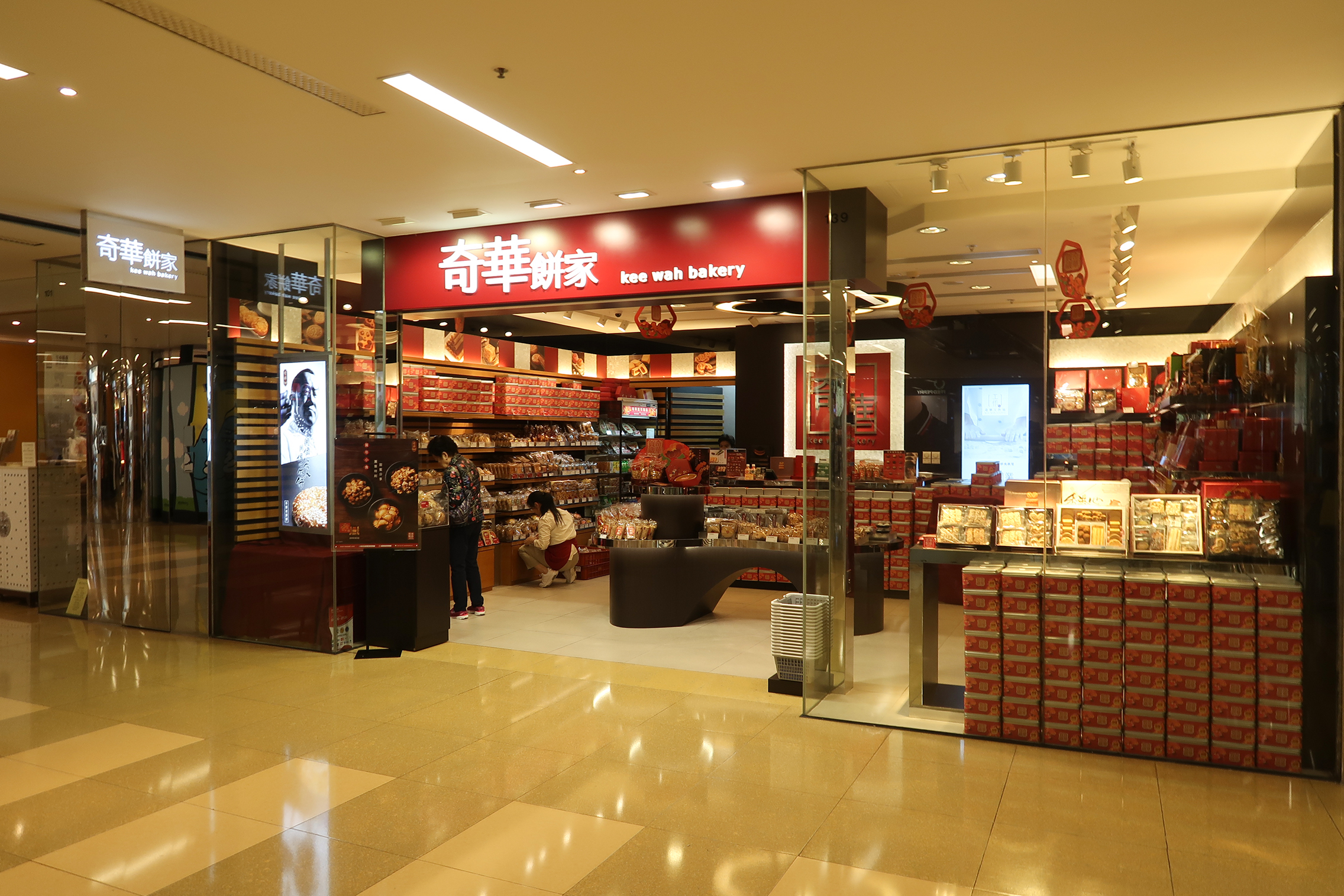
香港太古城中心分店

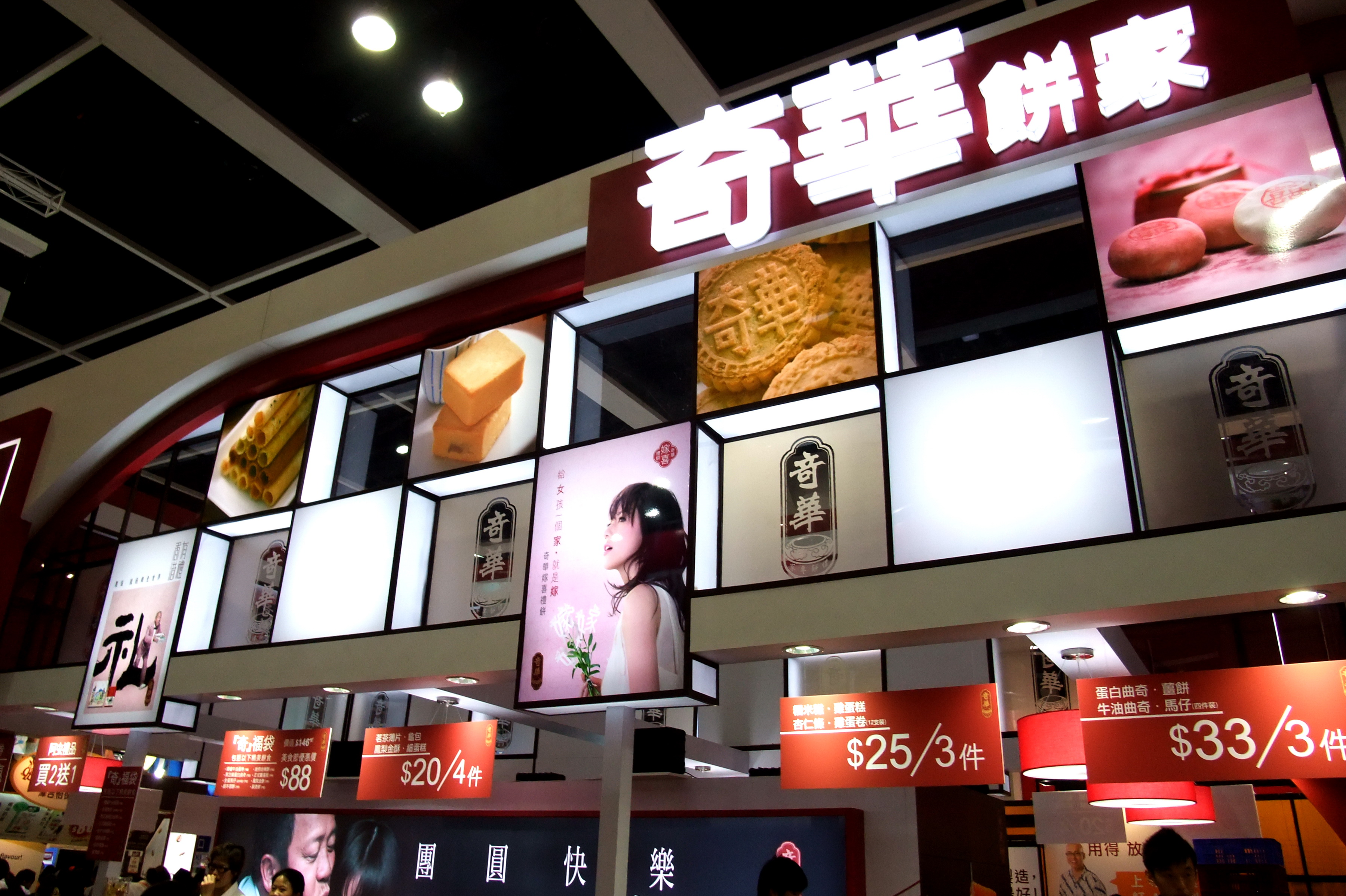
奇華餅家於第22屆香港美食博覽的展攤

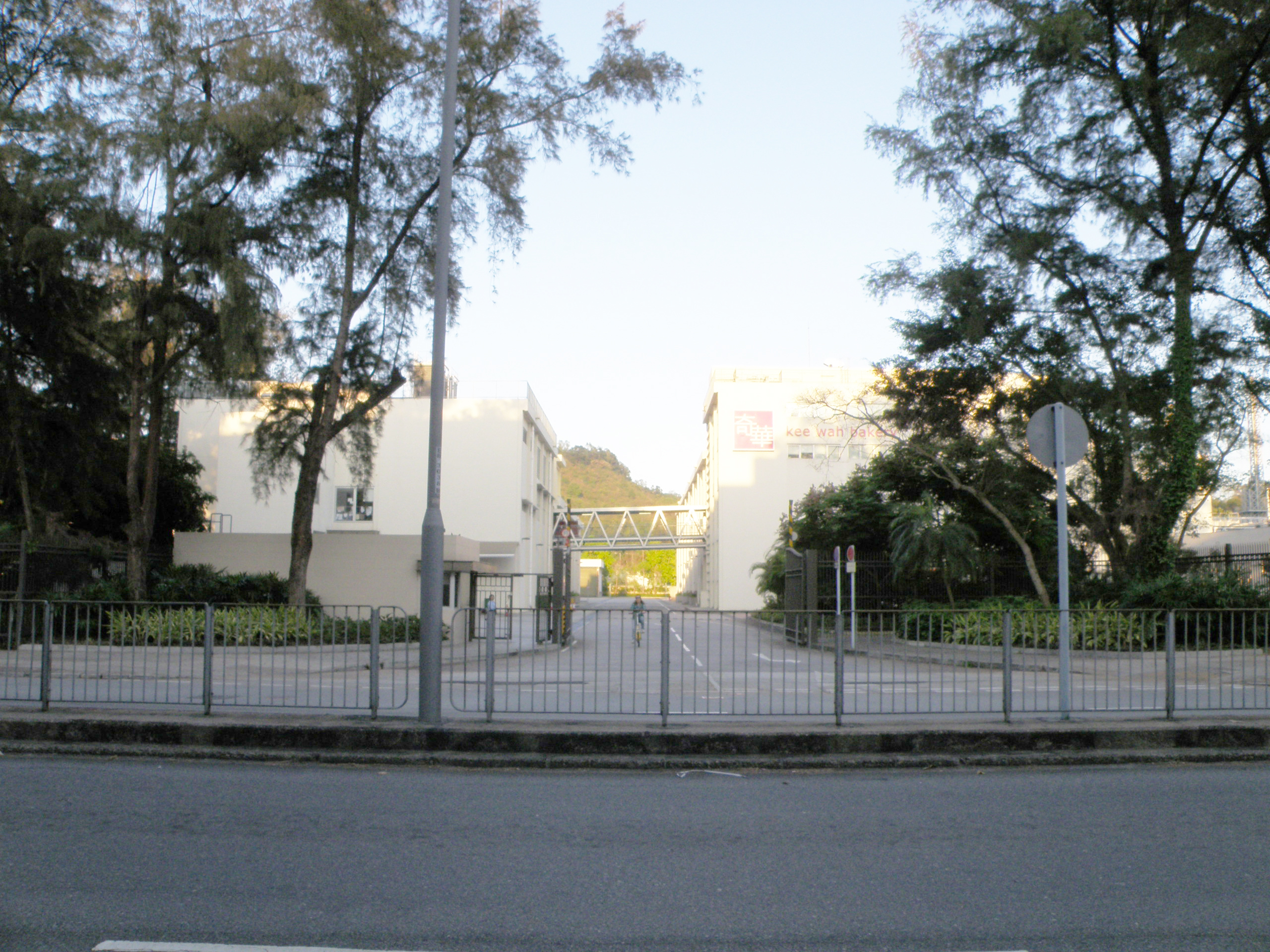
奇華餅家大埔廠房

1938年，黃業榮在油麻地上海街320號創辦奇華，開業之初只是油麻地上海街一家小型糖果雜貨店，名為「奇華食品公司」。1944年，奇華在上海街480號開設附設工場的支店，並定位為「奇華餅家」，開始以售賣中式餅食為公司主要業務。後奇華逐步多元化，相繼加入嫁喜禮餅、中秋月餅和麵包西餅，規模漸大。中式婚嫁專用的傳統中式禮餅後於1960至70年代受到西式婚禮及西式禮餅所影響，令這一類傳統工業備受考驗。創辦人黃業榮之子黃錫祥於1995年接手奇華並銳意改革，聘孫小華及楊志超等本地設計師重新包裝傳統禮餅及門市，並邀請其好友，演員曾志偉為代言人。現時奇華餅家除婚嫁禮餅外，亦有傳統月餅、中式餅食和麵包西餅及以香港手信為主題的「香港奇礼」。

## 改革
在90年代初，中式餅店面對西餅崛起，唐餅的傳統形象相對很土，一度被嘲為「老餅」，西餅在香港成為時髦象徵。黃錫祥憶述當時的中式餅店「100間執了99間，難聽點說，我們是『死剩種』」。他更表示，有一次在中環一大型商場，見到一個時髦闊太提著一個名牌時裝店的紙袋，但裏面卻裝著奇華的月餅。他有見傳統中式餅食的形象及包裝問題後，決心搞好老品牌：「我要人拿著奇華的袋行置地廣場，都不會覺得貶低身分」。奇華其後決定將公司商標、餅食包裝、店舖等換上新設計，月餅由紙盒配以古裝美女畫像，大膽地換上黑色鐵盒配以皇帝頭像，突顯至尊的形象，以提升品牌格調。他父親看了也不禁問「點解拿走了我個靚女（嫦娥），變了鬍鬚佬？」。黃錫祥解釋那是皇帝，象徵至尊。父親於是欣然接受。
「香港奇禮」是奇華近年一項最成功的包裝。黃錫祥接手家族生意前常外出公幹，但每次只能買茶葉及朱古力作手信。他不明白為何東南亞不同地方都有特色手信，偏偏香港欠奉。經市場調查，他便將本地流行的老婆餅、合桃酥等重新包裝成手信，又特意找畫家為包裝繪圖。公司稱「香港終於有手信！」。

## 自製供應食品

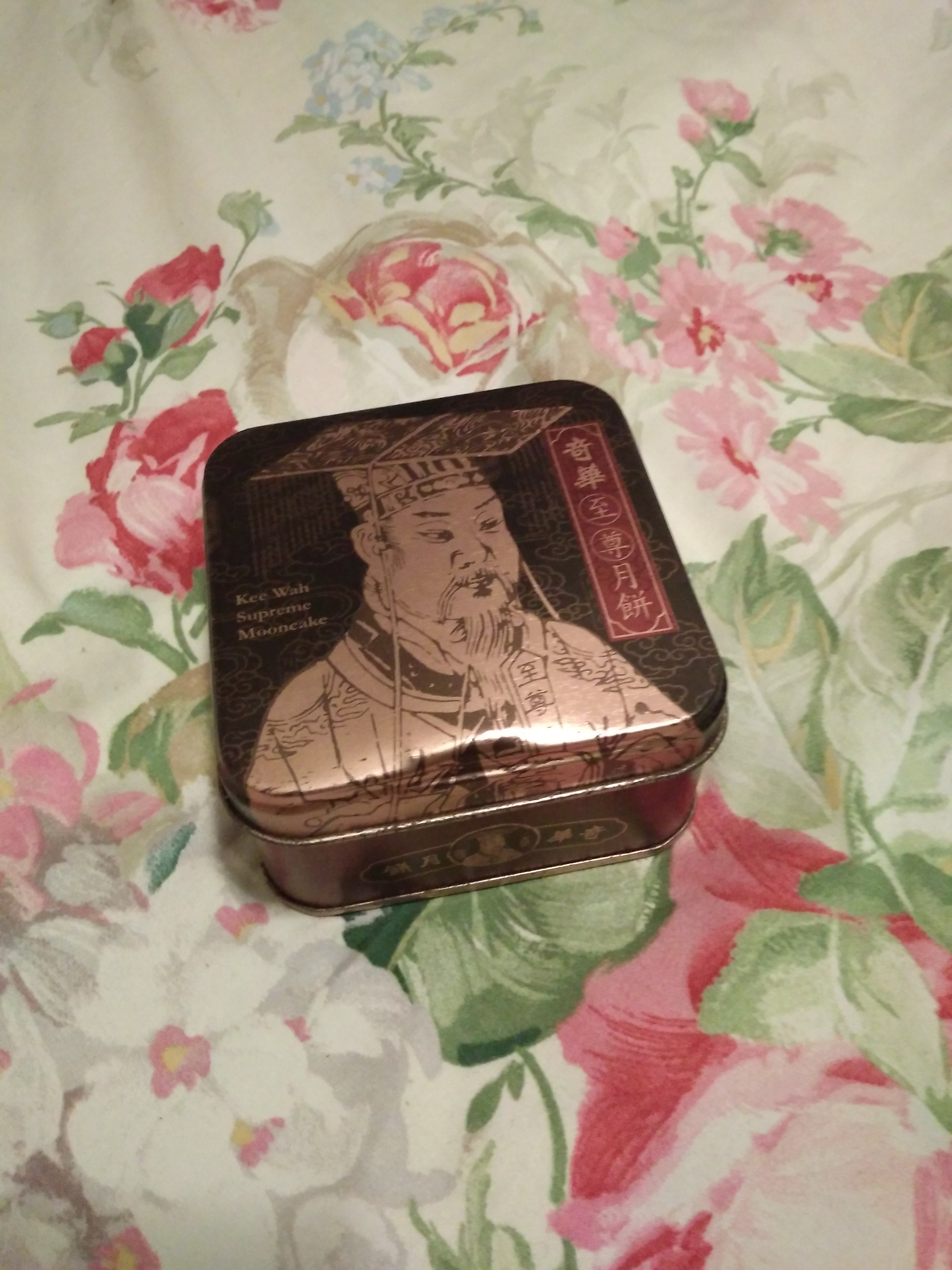
奇華月餅產品

- 月餅
  - 至尊系列
  - 極品系列
  - 奶皇系列等
- 雞蛋卷系列
- 合桃酥
- 沙其馬
- 糯米糍系列
- 光酥餅
- 蛋白蛋糕
- 蛋白曲奇
- 長卷蛋
- 全蛋雪芳蛋糕
- 蜂蜜雪芳蛋糕
- 綠茶雪芳蛋糕
- 朱古力雪芳蛋糕
- 雪芳蛋糕
- 紅豆銅鑼燒
- 花生銅鑼燒
- 朱古力銅鑼燒
- 紅豆蛋白瑞士卷
- 花生蛋白瑞士卷
- 芒果蛋白瑞士卷
- 朱古力瑞士卷
- 咖啡瑞士卷
- 老婆餅
- 蝴蝶酥
- 杏仁條
- 鳥結糖
- 臘腸/鮮膶腸
- 珠姐XO醬
- 各式麵包
- 熊貓曲奇
- 茗茶薄片

## 外部連結
- （繁體中文）（简体中文）（英文）奇華餅家——香港餅食專家（页面存档备份，存于）
  - 奇華餅家 Kee Wah Bakery的Facebook專頁
  - 奇華餅家的新浪微博
  - 奇華餅家 Kee Wah Bakery的Instagram帳戶
  - YouTube上的奇華餅家頻道
- （英文）奇華餅家——美國（页面存档备份，存于）
  - Kee Wah Mooncakes Online的Facebook專頁
  - keewahla的Instagram帳戶
  - Kee Wah Moon Cakes的X（前Twitter）
- （繁體中文）奇華餅家——台灣（页面存档备份，存于）
  - 奇華餅家(台灣)的Facebook專頁
  - YouTube上的奇華餅家-台灣頻道
  - 台灣公司資料 （页面存档备份，存于）